# Заврх (Блоке)
Заврх (словен. Zavrh) — поселення в общині Блоке, Регіон Нотрансько-крашка, Словенія. Висота над рівнем моря: 800,7 м.